# Arthrinium euphorbiae
Arthrinium euphorbiae är en svampart som beskrevs av M.B. Ellis 1965. Arthrinium euphorbiae ingår i släktet Arthrinium och familjen Apiosporaceae.   Inga underarter finns listade i Catalogue of Life.